# ARHGAP26
ARHGAP26‏ (Rho GTPase activating protein 26) هوَ بروتين يُشَفر بواسطة جين ARHGAP26 في الإنسان.